# Август Немирич
Август Немирич (д/н — до 15 лютого 1775) — державний діяч, урядник Речі Посполитої.

## Життєпис
Походив зі спольщеного українського роду Немиричів гербу Клямри. Третій син Владислава Немирича, поланецького каштеляна. Дата народження невідома.  Одружився з Зофією Жебровською. Вдруге — з Барбарою Лайщевською.
Основна діяльність пов'язана з Сандомирським воєводством. У 1762 році стає хорунжим сандомирським. 1767 рокуобирається консуляром (представником) Сандомирського воєводства в Радомській конфедерації. 1773 року отримує посаду каштеляна поланецького. завдяки цьому увійшов до Сенату Речі Посполитої. Помер 1775 року.

## Родина
Перша дружина — Зофія Жебровська; одружився замолоду, дітей не було.
Друга дружина — Барбара Лайщевська. Діти:
- Юзеф (1742—1802), чашник стенжицький
- Томаш Шимон, київський стольник
- Юстина
- Саломія
- Маріанна
- Катаржина